# Clear Creek County
Clear Creek County är ett administrativt område i delstaten Colorado, USA, med 9 088 invånare. Den administrativa huvudorten (county seat) är Georgetown. 

## Geografi
Enligt United States Census Bureau så har countyt en total area på 1 027 km². 1 024 km² av den arean är land och 3 km² är vatten. 

### Angränsande countyn
- Jefferson County, Colorado - öst
- Gilpin County, Colorado - nordöst
- Park County, Colorado - syd
- Summit County, Colorado - väst
- Grand County, Colorado - nordväst